# Hesperien
Als  Hesperien  (zu altgriech. ἑσπέρα, hespera = Westen) wird in der (alt-)griechischen Literatur ein westlich gelegenes Land bezeichnet. Meist ist das heutige Italien gemeint, gelegentlich auch Hispanien. Der Begriff leitet sich von Hesperos, dem Abendstern ab; vgl. Hesperiden. 
In der deutschsprachigen Literatur finden sich die Hesperien vor allem bei den Klassikern, etwa in Hölderlins „Brodt und Wein“ oder in Schillers Horen. Bei Hölderlin kommt hierbei eine Vorstellung von Geschichte als Kulturwanderung zum Ausdruck: deren mythische Metapher ist der Zug des Dionysos von Indien nach Westen. Hölderlin hofft auf die Verwirklichung einer «wahren Kultur» als harmonische Verbundenheit von Mensch und Natur. Deren Ort erhofft er in Deutschland, weshalb Hesperien in diesem Fall für Deutschland steht.